# Titularbistum Cellae in Proconsulari
Cellae in Proconsulari (ital.: Celle di Proconsolare) ist ein Titularbistum der römisch-katholischen Kirche.
Es geht zurück auf einen untergegangenen Bischofssitz in der römischen Provinz Africa proconsularis im heutigen nördlichen Tunesien, der der Kirchenprovinz Karthago angehörte.
| Titularbischöfe von Cellae in Proconsulari |                                 |                                                     |                   |                  |
| Nr.                                        | Name                            | Amt                                                 | von               | bis              |
| 1                                          | Félix María Torres Parra        | Weihbischof in Cartagena (Kolumbien)                | 4. Juni 1966      | 25. April 1969   |
| 2                                          | Juan Ignacio Larrea Holguín     | Weihbischof in Quito (Ecuador)                      | 17. Mai 1969      | 28. Juni 1980    |
| 3                                          | Felipe María Zalba Elizalde OP  | Weihbischof in Arequipa (Peru)                      | 18. Dezember 1980 | 29. Februar 1984 |
| 4                                          | Ioan Robu                       | Apostolischer Administrator von Bukarest (Rumänien) | 25. Oktober 1984  | 14. März 1990    |
| 5                                          | Emilio Aranguren Echeverría     | Weihbischof in Cienfuegos-Santa Clara (Kuba)        | 30. April 1991    | 1. April 1995    |
| 6                                          | Eugenio Arellano Fernández MCCJ | Apostolischer Vikar von Esmeraldas (Ecuador)        | 1. Juni 1995      |                  |